# Schleichera oleosa
Schleichera oleosa är en kinesträdsväxtart som först beskrevs av João de Loureiro, och fick sitt nu gällande namn av Lorenz Oken. Schleichera oleosa ingår i släktet Schleichera och familjen kinesträdsväxter. Inga underarter finns listade i Catalogue of Life.

## Bilder

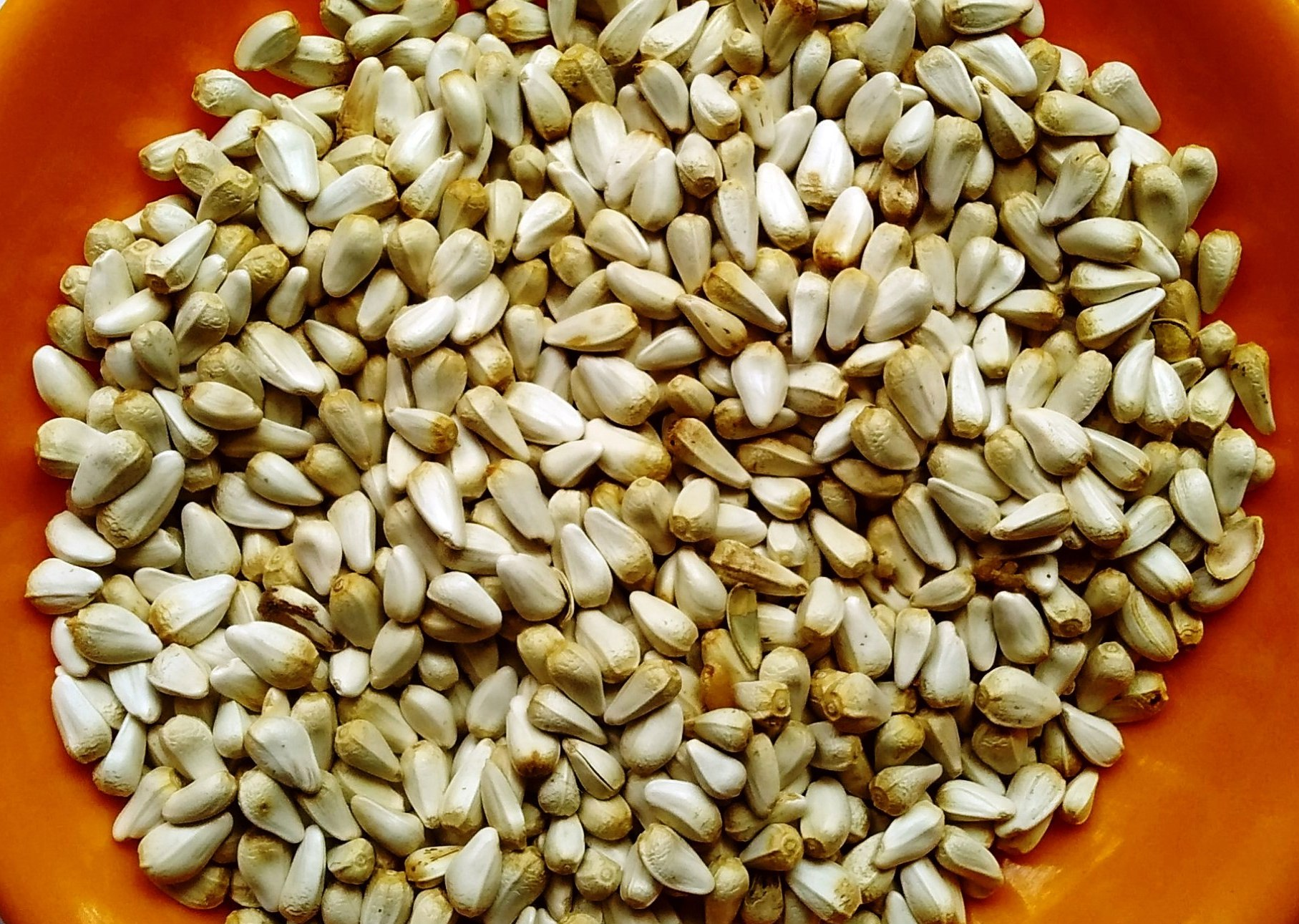
Frön